# Ⰿ
Cette page contient des caractères spéciaux ou non latins. S’ils s’affichent mal (▯, ?, etc.), consultez la page d’aide Unicode.
Myslete (Мыслете en cyrillique ; capitale Ⰿ, minuscule ⰿ) est la 15e lettre de l'alphabet glagolitique.

## Linguistique
La lettre sert à noter le phonème /m/.

## Historique
La lettre provient de la lettre mu (µ) de l'alphabet grec.

## Représentation informatique
- Unicode :
  - Capitale Ⰿ : U+2C0F
  - Minuscule ⰿ : U+2C3F